# Új Század (folyóirat, 1948–1958)
Új Század Bukarestben 1948 júniusa és 1958 márciusa között kiadott havi képes folyóirat. Akárcsak társlapjai, a román Veac Nou és a német nyelvű Neuer Welt, a Román–Szovjet Baráti Társaság (ARLUS) kiadványa volt. Impresszumában 1950–53 között főszerkesztő-helyettesként (nyilván a magyar változat szerkesztőjeként) Molnár Tibor szerepel. Tartalmát legnagyobbrészt a szovjet sajtóból egységesen átvett s a szovjet rendszert népszerűsítő cikkek teszik ki. A magyar változat feltételezések szerint 1953 márciusa és 1954 januárja között szünetelt.